# Заріцький Богдан Богданович
Богда́н Богда́нович Зарі́цький — солдат Збройних сил України.
В мирний час проживає у місті Самбір. Під час боїв зазнав поранення.

## Нагороди
За особисту мужність і героїзм, виявлені у захисті державного суверенітету та територіальної цілісності України, вірність військовій присязі під час російсько-української війни
- нагороджений орденом «За мужність» III ступеня (26.2.2015).